# 杀真菌剂
杀真菌剂（英語：fungicide）是指用来杀死或抑制真菌或真菌孢子的化合物或者生物体。真菌能够对农业产生严重的危害，例如严重减产，质量降低等。卵菌不是真菌，尽管它和真菌很相似，例如他们使用同种方法感染植物。所以，在研究植物病的时候，用来控制卵菌的物质也被称为抗真菌剂。抗真菌剂也能在动物组织中起相似作用。